# Ronde van Italië 2020/Zesde etappe
De zesde etappe van de Ronde van Italië 2020 werd verreden op 8 oktober tussen Castrovillari en Matera. 

## Uitslagen
| Castrovillari – Matera (189,0 km) |                       |                        |          |
| Plaats                            | Naam                  | Ploeg                  | Tijd     |
| 1                                 | Arnaud Démare         | Groupama-FDJ           | 4u54'38" |
| 2                                 | Michael Matthews      | Team Sunweb            | z.t.     |
| 3                                 | Fabio Felline         | Astana Pro Team        | z.t.     |
| 4                                 | Juan Sebastián Molano | UAE Team Emirates      | z.t.     |
| 5                                 | Davide Cimolai        | Israel Start-Up Nation | z.t.     |
| 6                                 | Andrea Vendrame       | AG2R La Mondiale       | z.t.     |
| 7                                 | Mikkel Honoré         | Deceuninck–Quick-Step  | z.t.     |
| 8                                 | Peter Sagan           | BORA-hansgrohe         | z.t.     |
| 9                                 | Enrico Battaglin      | Bahrain McLaren        | z.t.     |
| 10                                | Jhonatan Narváez      | Team INEOS Grenadiers  | z.t.     |
|                                   |                       |                        |          |
| 18                                | Sam Oomen             | Team Sunweb            | z.t.     |
| 31                                | Harm Vanhoucke        | Lotto Soudal           | z.t.     |

| Algemeen klassement |                    |                       |           |
| Plaats              | Naam               | Ploeg                 | Tijd      |
| Roze trui           | João Almeida       | Deceuninck–Quick-Step | 22u01'01" |
| 2                   | Peio Bilbao        | Bahrain McLaren       | + 43"     |
| 3                   | Wilco Kelderman    | Team Sunweb           | + 48"     |
| 4                   | Harm Vanhoucke     | Lotto Soudal          | + 59      |
| 5                   | Vincenzo Nibali    | Trek-Segafredo        | + 1'01"   |
| 6                   | Domenico Pozzovivo | NTT Pro Cycling       | + 1'05"   |
| 7                   | Jakob Fuglsang     | Astana Pro Team       | + 1'19"   |
| 8                   | Steven Kruijswijk  | Team Jumbo-Visma      | + 1'21"   |
| 9                   | Patrick Konrad     | BORA-hansgrohe        | + 1'26"   |
| 10                  | Rafał Majka        | BORA-hansgrohe        | + 1'32"   |

## Opgaves
- Brent Bookwalter (Mitchelton-Scott): Niet gestart vanwege een breuk in een ruggenwervel

1e etappe ·
2e etappe ·
3e etappe ·
4e etappe ·
5e etappe ·
6e etappe ·
7e etappe ·
8e etappe ·
9e etappe ·
10e etappe ·
11e etappe ·
12e etappe ·
13e etappe ·
14e etappe ·
15e etappe ·
16e etappe ·
17e etappe ·
18e etappe ·
19e etappe ·
20e etappe ·
21e etappe
Startlijst · Eindstanden · Afbeeldingen